# Biathlon-Europacup 1996/97
Der Biathlon-Europacup 1996/97 wurde als Unterbau zum Biathlon-Weltcup 1996/97 veranstaltet. Startberechtigt waren Starter und Starterinnen aller Kontinente.

## Ergebnisse Damen-Wettbewerbe
| 1. Europacup in Tschaikowski, 5. Dezember 1996 – 8. Dezember 1996 | 1. Europacup in Tschaikowski, 5. Dezember 1996 – 8. Dezember 1996 | 1. Europacup in Tschaikowski, 5. Dezember 1996 – 8. Dezember 1996 | 1. Europacup in Tschaikowski, 5. Dezember 1996 – 8. Dezember 1996 | 1. Europacup in Tschaikowski, 5. Dezember 1996 – 8. Dezember 1996 |
| ----------------------------------------------------------------- | ----------------------------------------------------------------- | ----------------------------------------------------------------- | ----------------------------------------------------------------- | ----------------------------------------------------------------- |
| Datum                                                             | Disziplin                                                         | Erster Platz                                                      | Zweiter Platz                                                     | Dritter Platz                                                     |
| 6. Dezember 1996 (Fr.)                                            | Einzel (15 km)                                                    |                                                                   |                                                                   |                                                                   |
| 7. Dezember 1996 (Sa.)                                            | Sprint (7,5 km)                                                   |                                                                   |                                                                   |                                                                   |
| 8. Dezember 1996 (So.)                                            | Staffel (4 × 6 km)                                                |                                                                   |                                                                   |                                                                   |

| 2. Europacup in Ischewsk, 12. Dezember 1996 – 15. Dezember 1996 | 2. Europacup in Ischewsk, 12. Dezember 1996 – 15. Dezember 1996 | 2. Europacup in Ischewsk, 12. Dezember 1996 – 15. Dezember 1996 | 2. Europacup in Ischewsk, 12. Dezember 1996 – 15. Dezember 1996 | 2. Europacup in Ischewsk, 12. Dezember 1996 – 15. Dezember 1996 |
| --------------------------------------------------------------- | --------------------------------------------------------------- | --------------------------------------------------------------- | --------------------------------------------------------------- | --------------------------------------------------------------- |
| Datum                                                           | Disziplin                                                       | Erster Platz                                                    | Zweiter Platz                                                   | Dritter Platz                                                   |
| 13. Dezember 1996 (Fr.)                                         | Einzel (15 km)                                                  |                                                                 |                                                                 |                                                                 |
| 14. Dezember 1996 (Sa.)                                         | Sprint (7,5 km)                                                 |                                                                 |                                                                 |                                                                 |
| 15. Dezember 1996 (So.)                                         | Staffel (4 × 6 km)                                              |                                                                 |                                                                 |                                                                 |

| 3. Europacup in Hochfilzen, 20. Dezember 1996 – 22. Dezember 1996 | 3. Europacup in Hochfilzen, 20. Dezember 1996 – 22. Dezember 1996 | 3. Europacup in Hochfilzen, 20. Dezember 1996 – 22. Dezember 1996 | 3. Europacup in Hochfilzen, 20. Dezember 1996 – 22. Dezember 1996 | 3. Europacup in Hochfilzen, 20. Dezember 1996 – 22. Dezember 1996 |
| ----------------------------------------------------------------- | ----------------------------------------------------------------- | ----------------------------------------------------------------- | ----------------------------------------------------------------- | ----------------------------------------------------------------- |
| Datum                                                             | Disziplin                                                         | Erster Platz                                                      | Zweiter Platz                                                     | Dritter Platz                                                     |
| 9. Januar 1997 (Sa.)                                              | Einzel (15 km)                                                    |                                                                   |                                                                   |                                                                   |
| 10. Januar 1997 (So.)                                             | Sprint (7,5 km)                                                   |                                                                   |                                                                   |                                                                   |

| 4. Europacup in Jáchymov, 10. Januar 1997 – 12. Januar 1997 | 4. Europacup in Jáchymov, 10. Januar 1997 – 12. Januar 1997 | 4. Europacup in Jáchymov, 10. Januar 1997 – 12. Januar 1997 | 4. Europacup in Jáchymov, 10. Januar 1997 – 12. Januar 1997 | 4. Europacup in Jáchymov, 10. Januar 1997 – 12. Januar 1997 |
| ----------------------------------------------------------- | ----------------------------------------------------------- | ----------------------------------------------------------- | ----------------------------------------------------------- | ----------------------------------------------------------- |
| Datum                                                       | Disziplin                                                   | Erster Platz                                                | Zweiter Platz                                               | Dritter Platz                                               |
| 11. Januar 1997 (Do.)                                       | Einzel (15 km)                                              |                                                             |                                                             |                                                             |
| 12. Januar 1997 (Fr.)                                       | Sprint (7,5 km)                                             |                                                             |                                                             |                                                             |

| 5. Europacup in Sachrang, 17. Januar 1997 – 19. Januar 1997 | 5. Europacup in Sachrang, 17. Januar 1997 – 19. Januar 1997 | 5. Europacup in Sachrang, 17. Januar 1997 – 19. Januar 1997 | 5. Europacup in Sachrang, 17. Januar 1997 – 19. Januar 1997 | 5. Europacup in Sachrang, 17. Januar 1997 – 19. Januar 1997 |
| ----------------------------------------------------------- | ----------------------------------------------------------- | ----------------------------------------------------------- | ----------------------------------------------------------- | ----------------------------------------------------------- |
| Datum                                                       | Disziplin                                                   | Erster Platz                                                | Zweiter Platz                                               | Dritter Platz                                               |
| 17. Januar 1997 (Fr.)                                       | Einzel (15 km)                                              |                                                             |                                                             |                                                             |
| 18. Januar 1997 (Sa.)                                       | Sprint (7,5 km)                                             |                                                             |                                                             |                                                             |
| 19. Januar 1997 (So.)                                       | Staffel (4 × 6 km)                                          |                                                             |                                                             |                                                             |

| 6. Europacup in Minsk, 24. Januar 1997 – 26. Januar 1997 | 6. Europacup in Minsk, 24. Januar 1997 – 26. Januar 1997 | 6. Europacup in Minsk, 24. Januar 1997 – 26. Januar 1997 | 6. Europacup in Minsk, 24. Januar 1997 – 26. Januar 1997 | 6. Europacup in Minsk, 24. Januar 1997 – 26. Januar 1997 |
| -------------------------------------------------------- | -------------------------------------------------------- | -------------------------------------------------------- | -------------------------------------------------------- | -------------------------------------------------------- |
| Datum                                                    | Disziplin                                                | Erster Platz                                             | Zweiter Platz                                            | Dritter Platz                                            |
| 24. Januar 1997 (Fr.)                                    | Sprint (7,5 km)                                          |                                                          |                                                          |                                                          |
| 25. Januar 1997 (Sa.)                                    | Verfolgung (10 km)                                       |                                                          |                                                          |                                                          |
| 26. Januar 1997 (So.)                                    | Staffel (4 × 6 km)                                       |                                                          |                                                          |                                                          |

| 7. Europacup in Ridnaun, 8. Februar 1997 – 9. Februar 1997 | 7. Europacup in Ridnaun, 8. Februar 1997 – 9. Februar 1997 | 7. Europacup in Ridnaun, 8. Februar 1997 – 9. Februar 1997 | 7. Europacup in Ridnaun, 8. Februar 1997 – 9. Februar 1997 | 7. Europacup in Ridnaun, 8. Februar 1997 – 9. Februar 1997 |
| ---------------------------------------------------------- | ---------------------------------------------------------- | ---------------------------------------------------------- | ---------------------------------------------------------- | ---------------------------------------------------------- |
| Datum                                                      | Disziplin                                                  | Erster Platz                                               | Zweiter Platz                                              | Dritter Platz                                              |
| 8. Februar 1997 (Sa.)                                      | Einzel (15 km)                                             |                                                            |                                                            |                                                            |
| 9. Februar 1997 (So.)                                      | Sprint (7,5 km)                                            |                                                            |                                                            |                                                            |

| 8. Europacup in Walchsee, 7. März 1997 – 9. März 1997 | 8. Europacup in Walchsee, 7. März 1997 – 9. März 1997 | 8. Europacup in Walchsee, 7. März 1997 – 9. März 1997 | 8. Europacup in Walchsee, 7. März 1997 – 9. März 1997 | 8. Europacup in Walchsee, 7. März 1997 – 9. März 1997 |
| ----------------------------------------------------- | ----------------------------------------------------- | ----------------------------------------------------- | ----------------------------------------------------- | ----------------------------------------------------- |
| Datum                                                 | Disziplin                                             | Erster Platz                                          | Zweiter Platz                                         | Dritter Platz                                         |
| 8. März 1997 (Sa.)                                    | Einzel (15 km)                                        |                                                       |                                                       |                                                       |
| 9. März 1997 (So.)                                    | Sprint (7,5 km)                                       |                                                       |                                                       |                                                       |

| 9. Europacup in Pokljuka, 13. März 1997 – 16. März 1997 | 9. Europacup in Pokljuka, 13. März 1997 – 16. März 1997 | 9. Europacup in Pokljuka, 13. März 1997 – 16. März 1997 | 9. Europacup in Pokljuka, 13. März 1997 – 16. März 1997 | 9. Europacup in Pokljuka, 13. März 1997 – 16. März 1997 |
| ------------------------------------------------------- | ------------------------------------------------------- | ------------------------------------------------------- | ------------------------------------------------------- | ------------------------------------------------------- |
| Datum                                                   | Disziplin                                               | Erster Platz                                            | Zweiter Platz                                           | Dritter Platz                                           |
| 14. März 1997 (Fr.)                                     | Einzel (15 km)                                          |                                                         |                                                         |                                                         |
| 15. März 1997 (Sa.)                                     | Sprint (7,5 km)                                         |                                                         |                                                         |                                                         |
| 16. März 1997 (So.)                                     | Staffel (4 × 6 km)                                      |                                                         |                                                         |                                                         |

### Gesamtwertung
Nach 20 von 20 Rennen
| Platz | Sportler         | Land       | Punkte |
| ----- | ---------------- | ---------- | ------ |
| 1     | Irina Mileschina | Russland   |        |
| 2     | Tatjana Markowa  | Russland   |        |
| 3     | Iris Eckschlager | Österreich |        |

## Ergebnisse Herren-Wettbewerbe
| 1. Europacup in Tschaikowski, 5. Dezember 1996 – 8. Dezember 1996 | 1. Europacup in Tschaikowski, 5. Dezember 1996 – 8. Dezember 1996 | 1. Europacup in Tschaikowski, 5. Dezember 1996 – 8. Dezember 1996 | 1. Europacup in Tschaikowski, 5. Dezember 1996 – 8. Dezember 1996 | 1. Europacup in Tschaikowski, 5. Dezember 1996 – 8. Dezember 1996 |
| ----------------------------------------------------------------- | ----------------------------------------------------------------- | ----------------------------------------------------------------- | ----------------------------------------------------------------- | ----------------------------------------------------------------- |
| Datum                                                             | Disziplin                                                         | Erster Platz                                                      | Zweiter Platz                                                     | Dritter Platz                                                     |
| 6. Dezember 1996 (Fr.)                                            | Einzel (20 km)                                                    |                                                                   |                                                                   |                                                                   |
| 7. Dezember 1996 (Sa.)                                            | Sprint (10 km)                                                    |                                                                   |                                                                   |                                                                   |
| 8. Dezember 1996 (So.)                                            | Staffel (4 × 7,5 km)                                              |                                                                   |                                                                   |                                                                   |

| 2. Europacup in Ischewsk, 12. Dezember 1996 – 15. Dezember 1996 | 2. Europacup in Ischewsk, 12. Dezember 1996 – 15. Dezember 1996 | 2. Europacup in Ischewsk, 12. Dezember 1996 – 15. Dezember 1996 | 2. Europacup in Ischewsk, 12. Dezember 1996 – 15. Dezember 1996 | 2. Europacup in Ischewsk, 12. Dezember 1996 – 15. Dezember 1996 |
| --------------------------------------------------------------- | --------------------------------------------------------------- | --------------------------------------------------------------- | --------------------------------------------------------------- | --------------------------------------------------------------- |
| Datum                                                           | Disziplin                                                       | Erster Platz                                                    | Zweiter Platz                                                   | Dritter Platz                                                   |
| 13. Dezember 1996 (Fr.)                                         | Einzel (20 km)                                                  |                                                                 |                                                                 |                                                                 |
| 14. Dezember 1996 (Sa.)                                         | Sprint (10 km)                                                  |                                                                 |                                                                 |                                                                 |
| 15. Dezember 1996 (So.)                                         | Staffel (4 × 7,5 km)                                            |                                                                 |                                                                 |                                                                 |

| 3. Europacup in Hochfilzen, 20. Dezember 1996 – 22. Dezember 1996 | 3. Europacup in Hochfilzen, 20. Dezember 1996 – 22. Dezember 1996 | 3. Europacup in Hochfilzen, 20. Dezember 1996 – 22. Dezember 1996 | 3. Europacup in Hochfilzen, 20. Dezember 1996 – 22. Dezember 1996 | 3. Europacup in Hochfilzen, 20. Dezember 1996 – 22. Dezember 1996 |
| ----------------------------------------------------------------- | ----------------------------------------------------------------- | ----------------------------------------------------------------- | ----------------------------------------------------------------- | ----------------------------------------------------------------- |
| Datum                                                             | Disziplin                                                         | Erster Platz                                                      | Zweiter Platz                                                     | Dritter Platz                                                     |
| 9. Januar 1997 (Sa.)                                              | Einzel (20 km)                                                    |                                                                   |                                                                   |                                                                   |
| 10. Januar 1997 (So.)                                             | Sprint (10 km)                                                    |                                                                   |                                                                   |                                                                   |

| 4. Europacup in Jáchymov, 10. Januar 1997 – 12. Januar 1997 | 4. Europacup in Jáchymov, 10. Januar 1997 – 12. Januar 1997 | 4. Europacup in Jáchymov, 10. Januar 1997 – 12. Januar 1997 | 4. Europacup in Jáchymov, 10. Januar 1997 – 12. Januar 1997 | 4. Europacup in Jáchymov, 10. Januar 1997 – 12. Januar 1997 |
| ----------------------------------------------------------- | ----------------------------------------------------------- | ----------------------------------------------------------- | ----------------------------------------------------------- | ----------------------------------------------------------- |
| Datum                                                       | Disziplin                                                   | Erster Platz                                                | Zweiter Platz                                               | Dritter Platz                                               |
| 11. Januar 1997 (Do.)                                       | Einzel (20 km)                                              |                                                             |                                                             |                                                             |
| 12. Januar 1997 (Fr.)                                       | Sprint (10 km)                                              |                                                             |                                                             |                                                             |

| 5. Europacup in Sachrang, 17. Januar 1997 – 19. Januar 1997 | 5. Europacup in Sachrang, 17. Januar 1997 – 19. Januar 1997 | 5. Europacup in Sachrang, 17. Januar 1997 – 19. Januar 1997 | 5. Europacup in Sachrang, 17. Januar 1997 – 19. Januar 1997 | 5. Europacup in Sachrang, 17. Januar 1997 – 19. Januar 1997 |
| ----------------------------------------------------------- | ----------------------------------------------------------- | ----------------------------------------------------------- | ----------------------------------------------------------- | ----------------------------------------------------------- |
| Datum                                                       | Disziplin                                                   | Erster Platz                                                | Zweiter Platz                                               | Dritter Platz                                               |
| 17. Januar 1997 (Fr.)                                       | Einzel (20 km)                                              |                                                             |                                                             |                                                             |
| 18. Januar 1997 (Sa.)                                       | Sprint (10 km)                                              |                                                             |                                                             |                                                             |
| 19. Januar 1997 (So.)                                       | Staffel (4 × 7,5 km)                                        |                                                             |                                                             |                                                             |

| 6. Europacup in Minsk, 24. Januar 1997 – 26. Januar 1997 | 6. Europacup in Minsk, 24. Januar 1997 – 26. Januar 1997 | 6. Europacup in Minsk, 24. Januar 1997 – 26. Januar 1997 | 6. Europacup in Minsk, 24. Januar 1997 – 26. Januar 1997 | 6. Europacup in Minsk, 24. Januar 1997 – 26. Januar 1997 |
| -------------------------------------------------------- | -------------------------------------------------------- | -------------------------------------------------------- | -------------------------------------------------------- | -------------------------------------------------------- |
| Datum                                                    | Disziplin                                                | Erster Platz                                             | Zweiter Platz                                            | Dritter Platz                                            |
| 24. Januar 1997 (Fr.)                                    | Sprint (10 km)                                           |                                                          |                                                          |                                                          |
| 25. Januar 1997 (Sa.)                                    | Verfolgung (12,5 km)                                     |                                                          |                                                          |                                                          |
| 26. Januar 1997 (So.)                                    | Staffel (4 × 7,5 km)                                     |                                                          |                                                          |                                                          |

| 7. Europacup in Ridnaun, 8. Februar 1997 – 9. Februar 1997 | 7. Europacup in Ridnaun, 8. Februar 1997 – 9. Februar 1997 | 7. Europacup in Ridnaun, 8. Februar 1997 – 9. Februar 1997 | 7. Europacup in Ridnaun, 8. Februar 1997 – 9. Februar 1997 | 7. Europacup in Ridnaun, 8. Februar 1997 – 9. Februar 1997 |
| ---------------------------------------------------------- | ---------------------------------------------------------- | ---------------------------------------------------------- | ---------------------------------------------------------- | ---------------------------------------------------------- |
| Datum                                                      | Disziplin                                                  | Erster Platz                                               | Zweiter Platz                                              | Dritter Platz                                              |
| 8. Februar 1997 (Sa.)                                      | Einzel (20 km)                                             |                                                            |                                                            |                                                            |
| 9. Februar 1997 (So.)                                      | Sprint (10 km)                                             |                                                            |                                                            |                                                            |

| 8. Europacup in Walchsee, 7. März 1997 – 9. März 1997 | 8. Europacup in Walchsee, 7. März 1997 – 9. März 1997 | 8. Europacup in Walchsee, 7. März 1997 – 9. März 1997 | 8. Europacup in Walchsee, 7. März 1997 – 9. März 1997 | 8. Europacup in Walchsee, 7. März 1997 – 9. März 1997 |
| ----------------------------------------------------- | ----------------------------------------------------- | ----------------------------------------------------- | ----------------------------------------------------- | ----------------------------------------------------- |
| Datum                                                 | Disziplin                                             | Erster Platz                                          | Zweiter Platz                                         | Dritter Platz                                         |
| 8. März 1997 (Sa.)                                    | Einzel (20 km)                                        |                                                       |                                                       |                                                       |
| 9. März 1997 (So.)                                    | Sprint (10 km)                                        |                                                       |                                                       |                                                       |

| 9. Europacup in Pokljuka, 13. März 1997 – 16. März 1997 | 9. Europacup in Pokljuka, 13. März 1997 – 16. März 1997 | 9. Europacup in Pokljuka, 13. März 1997 – 16. März 1997 | 9. Europacup in Pokljuka, 13. März 1997 – 16. März 1997 | 9. Europacup in Pokljuka, 13. März 1997 – 16. März 1997 |
| ------------------------------------------------------- | ------------------------------------------------------- | ------------------------------------------------------- | ------------------------------------------------------- | ------------------------------------------------------- |
| Datum                                                   | Disziplin                                               | Erster Platz                                            | Zweiter Platz                                           | Dritter Platz                                           |
| 14. März 1997 (Fr.)                                     | Einzel (20 km)                                          |                                                         |                                                         |                                                         |
| 15. März 1997 (Sa.)                                     | Sprint (10 km)                                          |                                                         |                                                         |                                                         |
| 16. März 1997 (So.)                                     | Staffel (4 × 7,5 km)                                    |                                                         |                                                         |                                                         |

### Gesamtwertung
Nach 20 von 20 Rennen
| Platz | Sportler          | Land        | Punkte |
| ----- | ----------------- | ----------- | ------ |
| 1     | Ulf Karkoschka    | Deutschland |        |
| 2     | Holger Schönthier | Deutschland |        |
| 3     | Jan Wüstenfeld    | Deutschland |        |